# Apeadeiro de Gata
O apeadeiro de Gata é uma gare da Linha da Beira Alta, que serve a localidade de Gata, na freguesia de Casal de Cinza, pertencente ao concelho e distrito da Guarda, em Portugal.

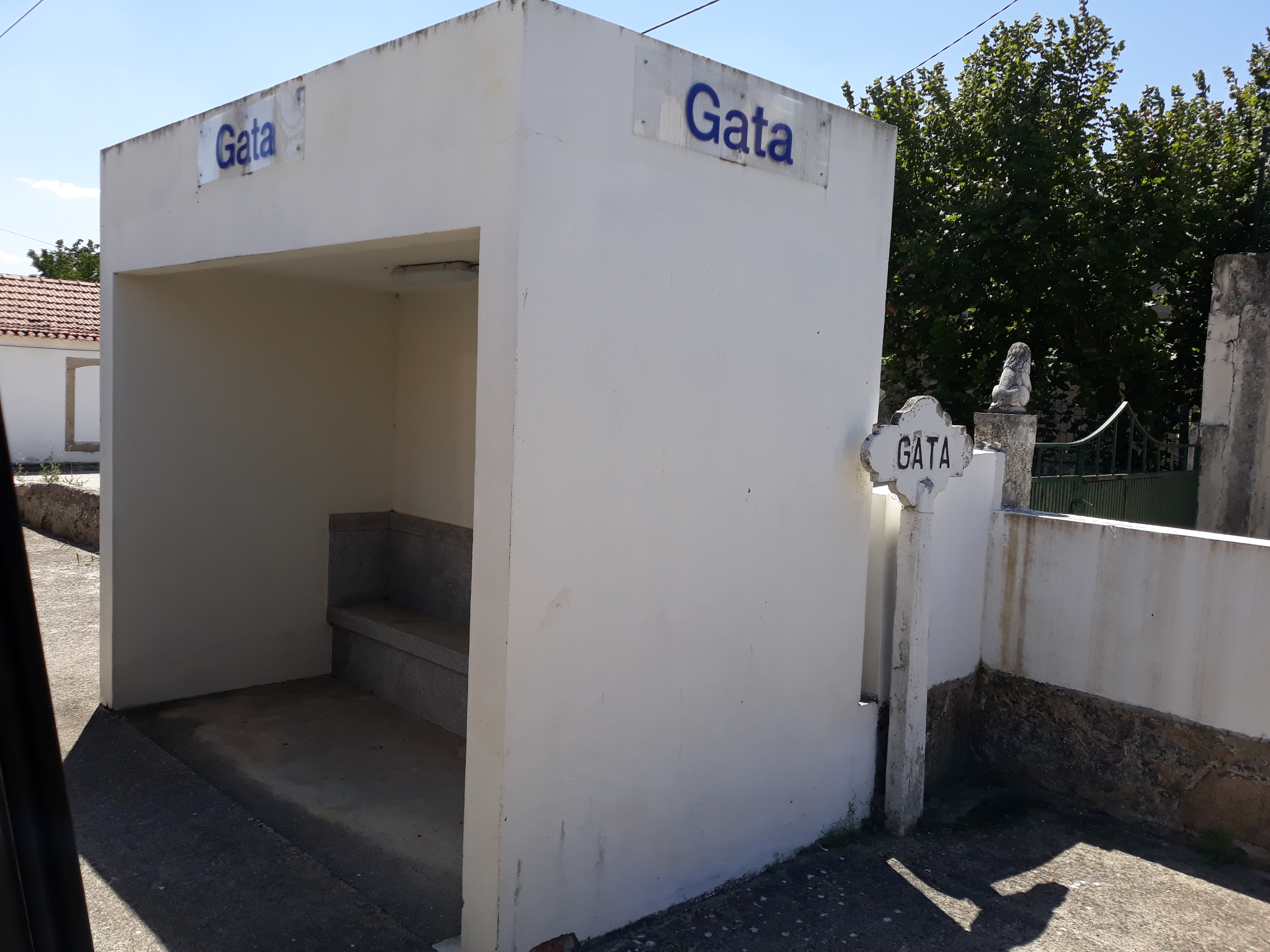
Apeadeiro de Gata, em 2018.

## Descrição

### Localização e acessos
Esta interface tem acesso pela Rua Principal, na localidade de Gata, distando mais de trezentos metros da paragem de autocarro mais próxima, a nascente, em percurso sinuoso.

### Infraestrutura
Como apeadeiro numa linha de via única, esta interface tem uma só plataforma, que tem 75 m de comprimento e 46 cm de altura.

### Serviços
Por motivos do obras em toda a Linha da Beira Alta em 2022-2024, o serviço de passageiros a este interface é assegurado por via rodovária, com duas circulações diárias em cada sentido entre Guarda e Vilar Formoso.

## História
A Linha da Beira Alta entrou ao serviço, de forma provisória, no dia 1 de Julho de 1882, tendo sido totalmente inaugurada em 3 de Agosto do mesmo ano, pela Companhia dos Caminhos de Ferro Portugueses da Beira Alta. Gata não constava entre as estações e apeadeiros existentes na linha à data de inauguração, porém, tendo este interface sido criado posteriormente.